# Santiago Castañeda
Santiago Castañeda, né le 13 novembre 2004 à Tampa en Floride, est un joueur américain de soccer qui évolue au poste de milieu de terrain au SC Paderborn.

## Biographie

### Jeunesse et formation
Castañeda naît aux États-Unis et détient la double nationalité américaine et colombienne, son père étant un ancien joueur professionnel colombien. En catégories jeunes, il évolue au sein du Florida Premier FC, puis des Rowdies de Tampa Bay, où il se distingue notamment lors du ECNL Florida National Selection Game en décembre 2021 dont il est nommé homme du match. En avril 2022, il signe un contrat académique avec les Rowdies, lui permettant de s'entraîner avec l'équipe professionnelle tout en conservant son éligibilité pour le football universitaire. Il fait ses débuts professionnels le 5 avril 2022 lors d'une victoire 6-0 contre The Villages SC en U.S. Open Cup, et dispute son premier match en USL Championship le 25 juin 2022 face aux Riverhounds de Pittsburgh.

### Carrière en club
En mars 2023, Castañeda s'engage avec le MSV Duisburg, club évoluant en 3. Liga allemande. Il fait ses débuts le 3 septembre 2023 lors d'une défaite 2-1 contre le Jahn Ratisbonne. Le 2 décembre 2023, il inscrit son premier but en professionnel, offrant la victoire 1-0 à son équipe contre le VfB Lübeck dans les arrêts de jeu. Au cours de la saison 2023-2024, il participe à 31 matchs de championnat et y marque deux buts. Ses performances ne peuvent empêcher la relégation en Regionalliga du club, qui termine à la 18e place.
À l'issue de cette saison 2023-2024, Castañeda rejoint le SC Paderborn 07, club de 2. Bundesliga, en juillet 2024.